# Lioba
Lioba (también Leoba y Leofgyth) (h. 710 – 28 de septiembre de 782) fue una monja anglosajona que formó parte de la misión de Bonifacio a los alemanes y una santa.

## Primeros años
Aunque la fecha de nacimiento se desconoce, su verdadero nacimiento se considera como un milagro. Lioba fue concebida por padres viejos que eran estériles. Su madre tuvo un sueño en el que ella concebiría al niño "elegido/amado" por Cristo. Este sueño también le dijo a su madre que su retoño iba a llevar una vida espiritual, y a servir en la iglesia. Así que cuando la niña creció, fue consagrada y se la entregaron a la madre Tetta, para que se le enseñaran ciencias sagradas. Nació como Leofgyth en Wessex de una familia noble. Su madre estaba relacionada con Bonifacio (eran primos lejanos), y Bonifacio era amigo de su padre. Entró en Wimborne Minster como una oblata y se correspondía con Bonifacia. El arzobispo Bonifacio más tarde buscó a Lioba, que era ampliamente aclamada por ser virtuosa, para ayudarlo en su misión de difundir el cristianismo por Alemania. El arzobispo Bonifacio repetidamente insistió en que Lioba lo acompañase porque pensaba que muchos se beneficiarían de su santidad y su ejemplo. Lioba estuvo de acuerdo en acompañarlo porque tuvo un sueño. Este sueño significaba "que tendría amplios cónsules, hablaría desde el corazón y transmitiría con sus actos lo que expresaba con sus palabras". Llegó a Alemania en 748.

## Vida como misionera
Bonifacio estableció un convento en la ciudad de Franconia de Tauberbischofsheim, donde se convirtió en abadesa. Bonifacio, cuya relación con ella podría ser tan cercana como la de tío, confió a Lioba gran autoridad, y Rodolfo de Fulda indica que ella no estaba simplemente a cargo de su propia casa, sino de todas las monjas que trabajaban para Bonifacio. En 754, cuando Bonifacio estaba preparando un viaje misionero a Frisia, donde sufriría el martirio, le dio su hábito monástico a ella para indicar que, cuando él estuviera fuera, ella era su delegada.
Era una mujer educada, y en los años siguientes se vio implicada en la fundación de conventos en Kitzingen y Ochsenfurt. Tuvo un papel principal en la evangelización de la zona, y, durante su vida, se la atribuyó haber aplacado una tormenta con sólo su orden. Adicionalmente, los obispos en Fulda la consultarom, y era la única mujer a la que se permitía entrar en los monasterios de Fulda para asesorar a los líderes eclesiásticos en temas de regla monástica. También se vio favorecida en la corte de Pipino III, e Hildegarda, esposa de Carlomagno, fue su amiga.

## Años posteriores
En sus últimos años, ella se retiró con unas pocas monjas anglosajonas a una finca cerca de Maguncia en Schornsheim. Esta finca se la regaló Carlomagno para su uso exclusivo. Murió el 28 de septiembre de 782. El testamento de Bonifacio establecía que el cuerpo de ella recibiera sepultura con él. Sin embargo, cuando Lioba murió, fue colocada cerca de él, pero no en la misma tumba. Varios milagros se atribuyeron a su tumba, y fue canonizada. Sus reliquias fueron trasladadas dos veces y actualmente están tras el altar en una iglesia dedicada a la Virgen María y las vírgenes de Cristo en Petersburgo de Fulda. Rodolfo de Fulda se encargó de escribir los acta de su vida en relación con esta segunda traslación de sus restos, unos cincuenta años después de su muerte.
Su festividad, para la Iglesia católica, es el 28 de septiembre. 

## Milagros
Se le han atribuido diversos milagros, tanto en vida como después de la muerte. En vida se le atribuyó salvar a un pueblo del fuego, salvar una ciudad de una terrible tormenta, protegiendo la reputación de las monjas en su convento, y salvando la vida de una monja que estaba muy enferma. Todo ello supuestamente logrado a través de la oración. Según la Vida que le escribió Rodolfo de Fulda, la tumba de Lioba fue un lugar generador de milagros. Entre ellos: liberar a un hombre de los hierros que rodeaban sus brazos; y curar a un hombre español de su desorden de retorcimiento. Debido a estos milagros, de los que Rodolfo dijo ser testigo, las reliquias de Lioba fueron trasladadas dos veces para ponerlas en lugar seguro.